# Claudio Allocchio
Claudio Allocchio (Crema, 1959) è un fisico e informatico italiano.
Dopo aver lavorato all'Osservatorio astronomico di Trieste, creando anche il sistema IUEARM per il satellite International Ultraviolet Explorer, ed al CERN di Ginevra, si è occupato di reti informatiche e relativi servizi sin dagli anni ottanta, partecipando alla nascita della rete GARR.
Ha promosso lo sviluppo dei sistemi di internet mail, e la loro integrazione mondiale, sia a livello tecnico (progetti COSINE, gruppi di lavoro di TERENA e presso IETF) che organizzativo, istituendo il primo organo di autogoverno della comunità Internet italiana (il Forum MAIL-ITA). Per questo motivo è considerato uno degli "old boys" che hanno creato la rete Internet mondiale.
Successivamente è stato tra i fondatori della Naming Authority Italiana per la gestione del ccTLD ".it", nella quale ha ricoperto fin dalla fondazione la carica di Presidente. Venne successivamente nominato membro della Commissione per le regole del ccTLD ".it" presso il CNR.
È Senior Manager and Advisor del GARR, la rete italiana per l'Educazione e la Ricerca, ed è stato vicepresidente di TERENA (ora GEANT) dal 2001 al 2007. Collabora con l'IETF dal 1990, dove è stato il coordinatore (ed ora è senior member) dell'Application Area Directorate (ora Real Time and Applications Directorate), ed è "editor" di svariate specifiche tecniche (RFC). È uno dei creatori dei sistema avanzato di videoconferenza di alta qualità e bassissima latenza "LoLa" che permette l'interazione in tempo reale sulla rete a musicisti che si trovano a migliaia di km di distanza.
Nel 2019 è stato insignito della Vietsch Foundation Medal of Honour "per gli evidenti successi raggiunti ed i benefici a lungo termine che ha contribuito alla comunità delle reti della ricerca e dell'educazione nel corso della sua carriera".
In aprile 2021 ha ricevuto il premio "e-Culture" per l'innovazione assegnato dall'associazione delle reti della ricerca Sud Americane RedCLARA per il suo contributo all'adozione delle tecnologie nelle attività culturali nel campo delle arti performative, premio che ha di nuovo vinto nel 2023.
Dal 2020 è il responsabile in qualità di chairman del Community Programme dell'associazione GEANT, che riunisce le reti europee della ricerca e dell'educazione, mentre nel novembre 2023 è stato eletto nel Consiglio di Amministrazione di GEANT stesso.